# Adieu mélancolie
Adieu mélancolie est un album de bande dessinée en noir et blanc.
- Scénario et dessins : Goossens

## Synopsis
L'album regroupe six récits comiques courts (moins de dix planches) :
- La Princesse et le Petit Pois
- La Brebis égarée
- Les Farces du premier avril
- La Poste préhisorique
- Adieu mélancolie
- La Jeunesse du Père Noël

La Princesse et le Petit Pois, La Brebis égarée et La Jeunesse du Père Noël
reprennent en les détournant certains codes des contes de fées. La Princesse et le Petit Pois interprète le conte de même nom d'Andersen. La Brebis égarée montre, sous ses allures de conte de Noël où transparait l'influence du film Citizen Kane, comment un employé de bureau est contraint par son patron à introduire des erreurs sur les livres de comptes.
Les Farces du premier avril est lui-même constitué de plusieurs évocations de tours à jouer pour le premier avril où, finalement, le comique réside dans la mise en pratique plus que dans les farces elles-mêmes.
La Poste préhisorique montre l'usage qu'aurait pu faire l'homme préhistorique ne sachant ni lire ni écrire d'un service postal.
Adieu mélancolie raconte, explications techniques à l'appui, comment un homme est poussé à pratiquer la musculation pour paraître moins frêle sur la plage.

## Publication
Ces récits ont tous déjà été publiés dans Fluide glacial entre 1986 et 1990, à l'exception de La Poste préhisorique paru dans la revue Messages en 1992.
- L'Association (Collection Éperluette) (1994)  (ISBN 978-2-909020-30-3)